# شرم (مجموعه تلویزیونی)
شرم (نروژی: Skam) نام یک مجموعه تلویزیونی اینترنتی سبک درام نوجوان است که به زندگی روزانه چند نوجوان می‌پردازد که در یک مدرسه در محله وست اند در شهر اسلو نروژ تحصیل می‌کنند. شرم توسط NRK P3 بخشی از ان‌آرکا متعلق به دولت نروژ تولید و پخش شده است.
هر فصل این مجموعه تلویزیونی یک شخصیت اصلی دارد و به یک موضوع می‌پردازد. در فصل اول (ایوا) که سپتامبر ۲۰۱۵ پخش شد به مشکلات روابط، تنهایی و هویت می‌پردازد. فصل دوم (نورا) که در مارس ۲۰۱۶ پخش شد به مثلث عشقی، فمنیسم، تجاوز جنسی و خشنوت پرداخت. فصل سوم (ایزاک) که در اکتبر ۲۰۱۶ منتشر شد به سختی‌های آشکارسازی، همجنس‌گرایی، اختلالات روانی، و دین پرداخت. فصل چهارمش (سنا) که در آوریل ۲۰۱۷ منتشر شد موضوع محوری آن دین اسلام، عشق ممنوعه، و زورگیری مجازی بود.